# Sominassé
Sominassé est une localité du nord-est de la Côte d'Ivoire et appartenant au département de Nassian, Région du Zanzan. La localité de Sominassé est un chef-lieu de commune.